# 中国大文学史
《中国大文学史》是谢无量的一部文学史著作，中华书局1918年初版。该书分十卷五编；五编分别为绪论、上古文学史、中古文学史、近古文学史、近世文学史。该书涉及广泛，不仅局限于纯文学，每节叙述极为简略，一般是先陈述前人的评论，再列举作品，有一定开拓意义。

## 书籍内容
“绪论”第1章列举了中外关于文学的定义、文学研究和文学分类的观点，把文学作为广义的文学视之；第2章论文字的起源和变迁，从字音、字义、字形、字类的变迁和分析看文章的方法的演变；第3章讨论了作者与时势的关系和从精神上观察文学趋势的方法；第4章谈中国文学的特质在于形式美，形式美在于骈文、律诗。
第二编描述上古文学史。第1章“邃古文学之渊源”谈了名与字、诗与散文的起源；第2章“五帝文学”包括黄帝正名及仓领造字，黄帝时代的文学及对后来的影响，唐虞文学；第3章“夏商文学”谈禹之功烈与文学的关系，夏代的杂文，商文学；第4章“周之建国及春秋前之文学”。论周初文学，周代的制作和周公的关系，成康以后的文学，宣王中兴及西周的文学；第5章论孔子与文学，分别叙述了孔子正名与删述的渊源，《诗经》与文学、《书经》与文学、《易经》与文学、《礼记》与文学、《春秋》与文学的关系以及孔子弟子传业的情况；第7章述战国文学，分论杨墨、孟荀、庄周、纵横家及滑稽派、韩非、骚赋之兴起，第8章泛论秦文学。
第三编分22章，分别描述了汉高祖创业与楚声文学，博士派文学(贾谊、晃错、贾山)，贵族倡导的状况(楚元王、吴王溴、梁孝王武、淮南王安)，武帝时代的文学盛况(武帝的文翰、经术派、历史派、词赋派、纵横派、滑稽派及小说、小学派、新声乐府、诗歌)，昭宣以后的文学(《盐铁论》、王褒、匡衡、谷永、刘向父子、扬雄)，经术变迁与文学的影响(古学派、今古学派之争)，班氏父子和蔡吕及历史派，东京的词赋和诗体(冯衍、张衍、傅毅、李尤及以后的词赋、诗歌乐府的新体)，王充与评论派的文学，佛教的输入(牟融《理惑论》、反切之始)，建安父子及建安七子和吴蜀文学，魏晋老庄学派及名理的影响(正始文学，竹林七贤)，太康文学(二陆、三张、两潘、一左)，晋代的历史家和小说家，永嘉以后的文学(刘混、郭理与江左风格、陶潜)，南北朗佛教的势力及文笔之分，元嘉文学(颜、谢、范晔及史学)，永明文学，梁文学(梁初文学及诸帝的词翰、水明体的余波、《文选》与诗文评)，陈文学，北朝文学(北魏、北齐、北周)，隋统一及文学(新声及律诗之复盛)。
第四编分23章：唐初文学与隋文学之余波(唐韧之风尚与陈、隋文人、太宗之文翰及十八学士、经术之统一及小学、诸史之纂集)，上官体与四杰，武后及景龙时文学(武后时文学之盛，珠英学土与沈宋、陈子昂与富吴体、刘知几、景龙文学)，开元天宝之文学(燕许、李杜、王孟高举与当时之诗人、萧李诸人之古文、元结与《筐中集》)，大历文学(韦应物与刘长卿、大历十才子)，韩柳古文派，元和长庆间之诗体(冗白与刘白，李贺、刘枣强，孟郊、贸岛，张籍、姚台)，晚唐文学(杜牧、温李、三十六体及唐末四六、司空图与方干、《唐风集》与三罗)，五代词曲之盛，宋文学之大势及五代文学之余波(五代文学之余波、宋初古文、九僧与西昆体)，庆历以后之古文复兴(庆历前后之风尚与西昆派之反动；欧阳修、曾巩、王安石、三苏)，黄庭坚及江西诗派，道学派与功利派之文体(周张程朱、永嘉永康)，南渡后之诗体(陆范杨尤四大家、四灵诗派及严沧浪、宋遗民涛体)，宋四六，宋之词曲小说，辽金文学，元文学及戏曲小说之大盛，明初文学(古文、诗、台阁体)，弘正文学(何李、王守仁)，嘉演万历文学(亮靖八才子及归有光之古文、李王七子之诗体、公安体与竟陵体）、明之戏曲小说。
第五编论近世文学史，分5章：清初遗臣文学(候魏之古文、钱吴之诗、黄宗费、顾炎武)，康熙文学(王士帧与诗、方苞与古文)，乾嘉文学(汉学及考证学之盛、乾嘉诗体、侗城派及阳湖派之古文、骈文及词体)，清代之戏曲小说，道咸以后之文学及八股文之废。